# Biograf Anglais

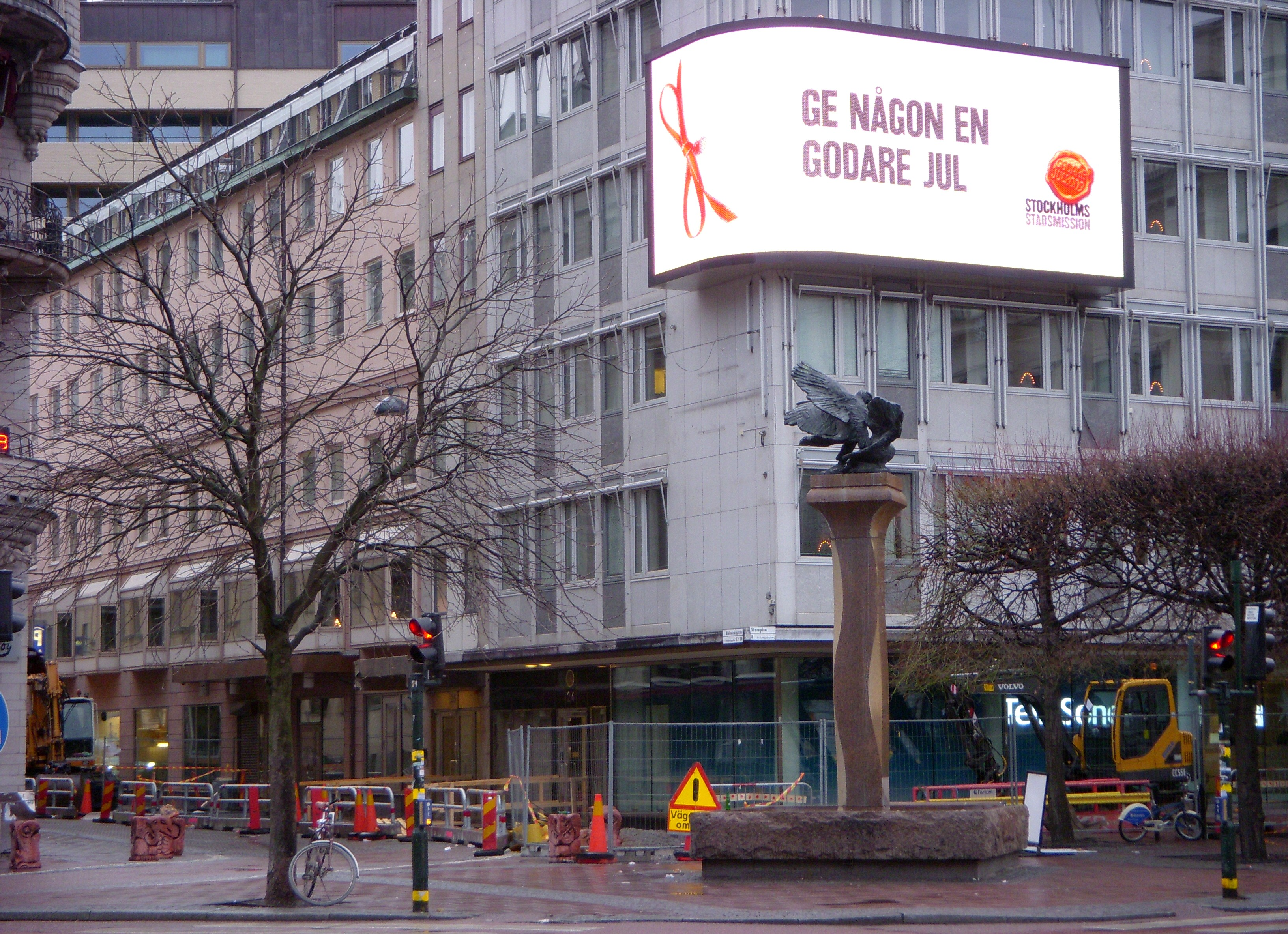
Anglais tidigare entré vid Biblioteksgatan

Anglais var en biograf vid Biblioteksgatan 26, nära Stureplan i Stockholm. Biografen öppnade i juli 1943 som "Anglais" och stängde i september 1984 som "Festival".

## Historik

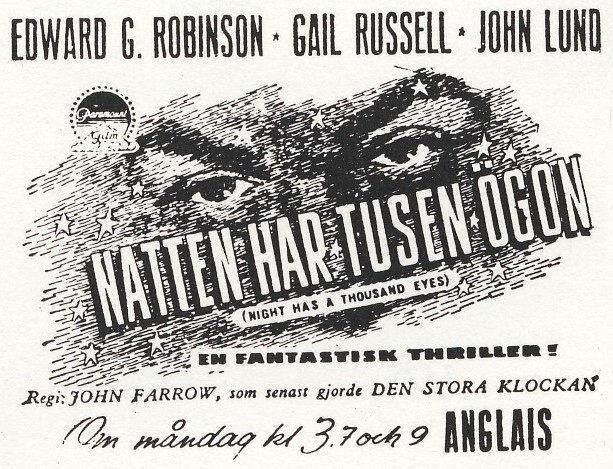
Annons i Expressen, 20 november 1948.

Biograf Anglais inrymdes i en nyuppförd kontorsfastighet i kvarteret Ladugårdsgrinden vid Biblioteksgatans norra del. Byggnaden byggdes åren 1942-43 efter ritningar av Albin Stark. Biografens entré var gestaltad i glas och lättmetall och kröntes av en baldakin. Entréhallen var prydd med spegelglas som sandblästrades av konstnären Ewald Dahlskog.  Salongens tak var målat mörkblått och hade belysningsarmaturer av Orreforsglas.  Anglais hade 762 sittplatser, varav 359 fanns på balkongen. Anglais blev Europafilms nya premiärbiograf.
Biografen användes inte bara till filmvisning utan även för konsertevenemang. Den 9 september 1957 uppträdde Tommy Steele och fick Stockholms unga publik i extas.
Efter en modernisering av lokalen 1968 kunde 70 mm film visas och biografens namn ändrades till Festival. Stora delar av den ursprungliga inredningen hade rivits ut och antalet platser var nu 700. I september 1984 blev Festival nedlagd.
Idag (2009) minner ingenting om den forna biografen. Baldakinen är borttagen och byggnadens fasad har omgestaltats. I huset finns kontors- och affärsrum.

## Konsert av Tommy Steele 1957
Den 9 september 1957 uppträdde den brittiske artisten Tommy Steele på Anglais och fotograferades av Svenska Dagbladets fotograf Jan Ehnemark:

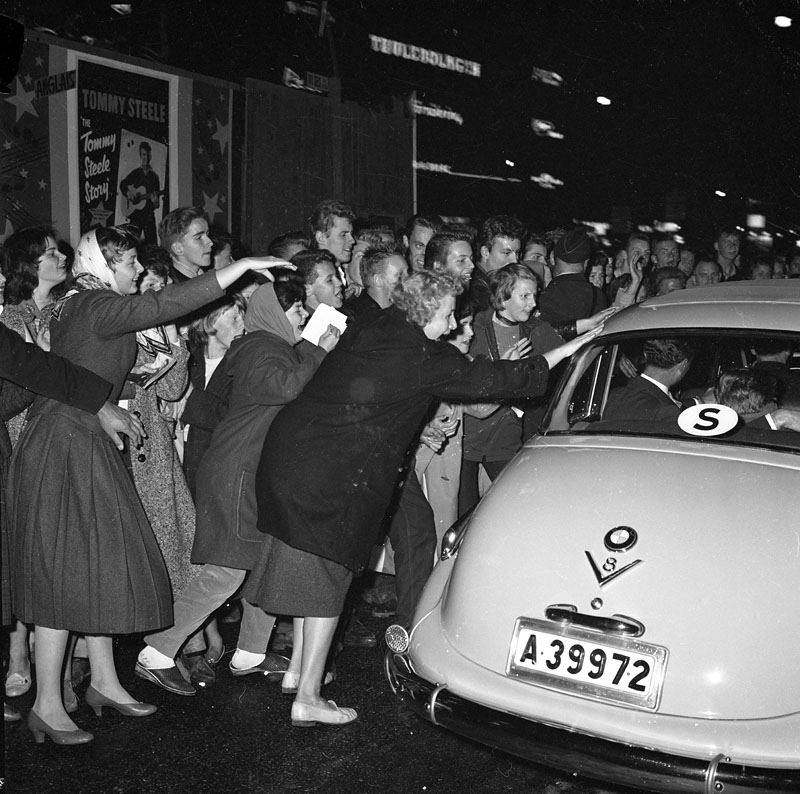
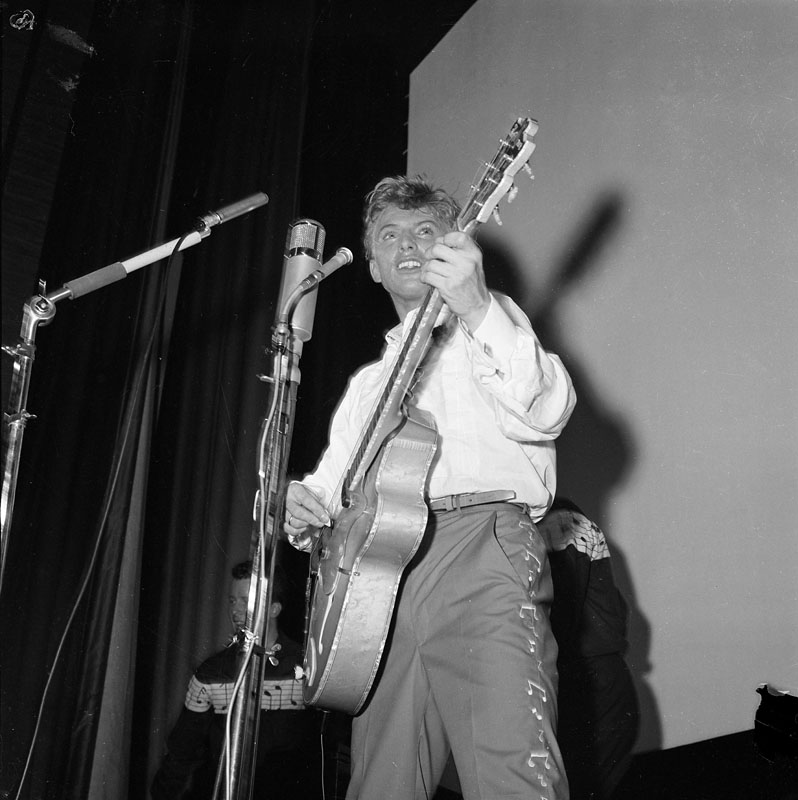
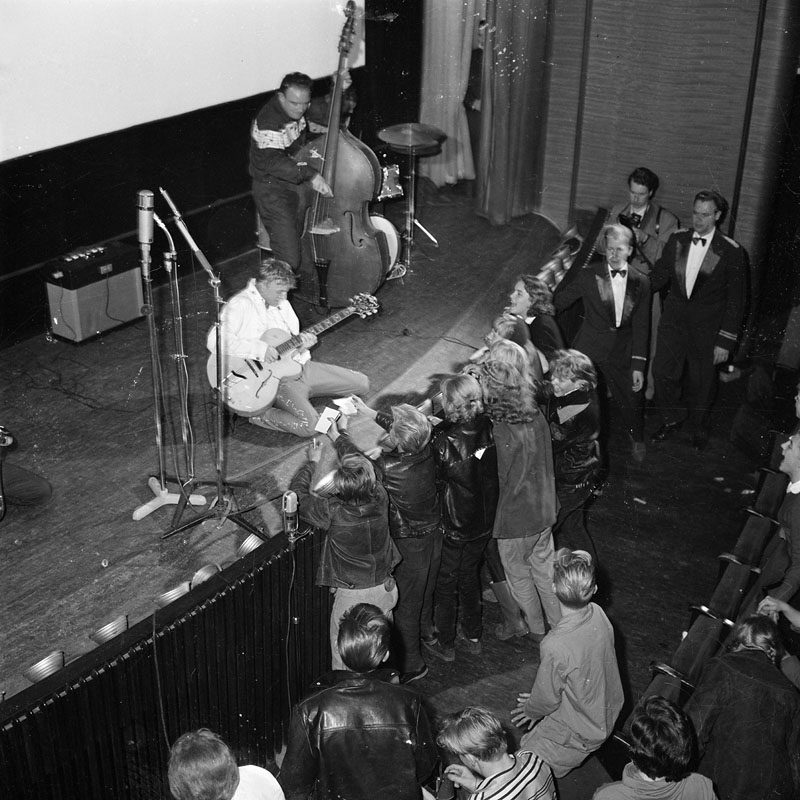
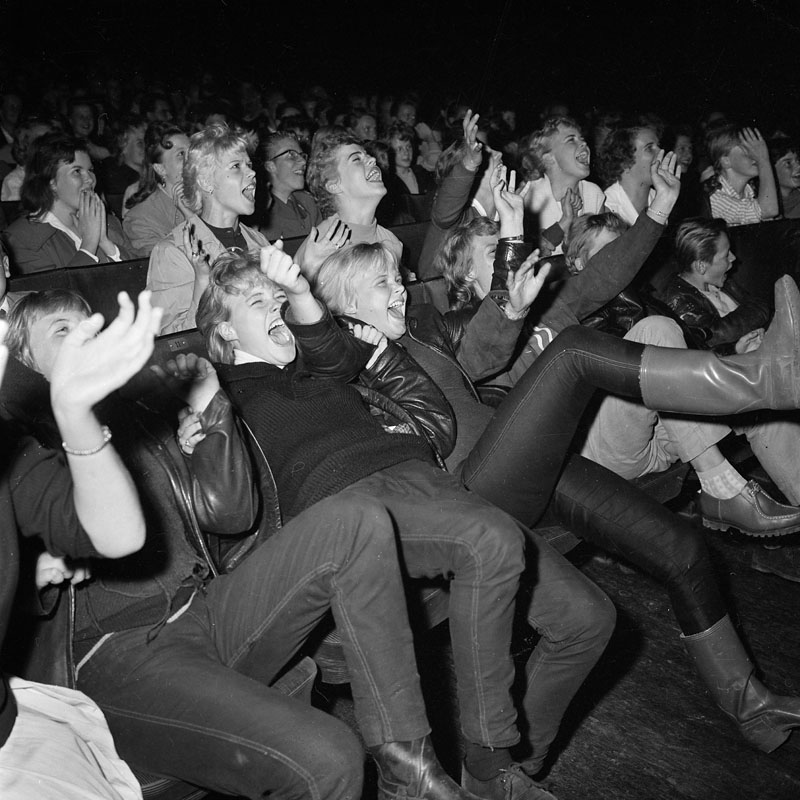